# Saint-Julien-les-Rosiers
Saint-Julien-les-Rosiers település Franciaországban, Gard megyében. Lakosainak száma 3492 fő (2022. január 1.). Saint-Julien-les-Rosiers Laval-Pradel, Rousson, Saint-Florent-sur-Auzonnet, Saint-Martin-de-Valgalgues és Saint-Privat-des-Vieux községekkel határos.

## Népesség
A település népessége az elmúlt években az alábbi módon változott:
| Lakosok száma | 1305 | 2021 | 2325 | 2773 | 3268 | 3311 | 3348 | 3401 | 3417 | 3492 |
|               | 1968 | 1982 | 1990 | 2006 | 2013 | 2015 | 2017 | 2019 | 2020 | 2022 |